# La Fage-Saint-Julien
La Fage-Saint-Julien è un comune francese di 288 abitanti situato nel dipartimento della Lozère nella regione dell'Occitania.

## Società

### Evoluzione demografica
Abitanti censiti